# Lipotriches bequaertiella
Lipotriches bequaertiella är en biart som först beskrevs av Cockerell 1942.  Lipotriches bequaertiella ingår i släktet Lipotriches och familjen vägbin. Inga underarter finns listade i Catalogue of Life.